# Entimini
Entimini es una tribu de insectos coleópteros curculiónidos pertenecientes a la subfamilia Entiminae.  

## Géneros
- Cydianerus
- Cyriophthalmus
- Entimus
- Phaedropus
- Polyteles
- Rhigus
- Trachyus